# Riervescemont
Riervescemont és un municipi francès situat al departament del Territori de Belfort i a la regió de Borgonya - Franc Comtat. L'any 2007 tenia 72 habitants.

## Demografia

### Població
El 2007 la població de fet de Riervescemont era de 72 persones. Hi havia 20 famílies de les quals 8 eren parelles sense fills, 8 parelles amb fills i 4 famílies monoparentals amb fills.
La població ha evolucionat segons el següent gràfic:
Habitants censats

### Habitatges
El 2007 hi havia 48 habitatges, 25 eren l'habitatge principal de la família, 19 eren segones residències i 4 estaven desocupats. 45 eren cases i 1 era un apartament. Dels 25 habitatges principals, 23 estaven ocupats pels seus propietaris, 1 estava llogat i ocupat pels llogaters i 1 estava cedit a títol gratuït; 4 tenien tres cambres, 9 en tenien quatre i 12 en tenien cinc o més. 17 habitatges disposaven pel capbaix d'una plaça de pàrquing. A 6 habitatges hi havia un automòbil i a 16 n'hi havia dos o més.

### Piràmide de població
La piràmide de població per edats i sexe el 2009 era:
| Homes | Edats   | Dones |
| ----- | ------- | ----- |
| 0     | 95 o +  | 0     |
| 0     | 90 a 94 | 0     |
| 0     | 85 a 89 | 4     |
| 0     | 80 a 84 | 0     |
| 0     | 75 a 79 | 0     |
| 0     | 70 a 74 | 0     |
| 4     | 65 a 69 | 0     |
| 0     | 60 a 64 | 0     |
| 0     | 55 a 59 | 0     |
| 8     | 50 a 54 | 0     |
| 0     | 45 a 49 | 4     |
| 0     | 40 a 44 | 0     |
| 0     | 35 a 39 | 0     |
| 4     | 30 a 34 | 0     |
| 0     | 25 a 29 | 4     |
| 8     | 20 a 24 | 0     |
| 8     | 15 a 19 | 0     |
| 0     | 10 a 14 | 0     |
| 0     | 5 a 9   | 0     |
| 4     | 0 a 4   | 0     |

## Economia
El 2007 la població en edat de treballar era de 43 persones, 26 eren actives i 17 eren inactives. Les 26 persones actives estaven ocupades(17 homes i 9 dones).. De les 17 persones inactives 6 estaven jubilades, 4 estaven estudiant i 7 estaven classificades com a «altres inactius».
Activitats econòmiques
L'únic establiment que hi havia el 2007 era d'una empresa financera.
L'any 2000 a Riervescemont hi havia 5 explotacions agrícoles.

## Poblacions més properes
El següent diagrama mostra les poblacions més properes.